# Institut Cambó
La Fundació Institut Cambó és una institució cultural catalana creada l'any 1999 pels seus promotors Helena Cambó i Mallol i Ramon Guardans i Vallès (1919-2007), amb la voluntat de continuar, tot posant-la al dia, l'obra de mecenatge modern impulsada en el seu moment per Francesc Cambó i Batlle (1876-1947).
A tal efecte s'estructura en dues branques:
- Branca d'Estudis Clàssics, integrada fonamentalment per la Col·lecció Fundació Bernat Metge, inclou també la Col·lecció Bíblica Catalana i la Hebraico-Catalana. Promou la traducció al català i la difusió dels grans texts clàssics grecs i llatins, precristians i hebraics, i el seu estudi. En aquesta línia, ha col·laborat amb Enciclopèdia Catalana en la publicació, l'any 2015 del Diccionari Grec-Català. D'Homer al segle II dC.
- Branca d'Estudis Socials, que potencia l'estudi i el debat sobre els grans temes que ocupen la realitat catalana històrica i actual.

La Generalitat de Catalunya va concedir, l'any 1984, la Creu de Sant Jordi a la Col·lecció Fundació Bernat Metge per la seva tasca i aportació permanent a la cultura catalana.